# Bellavista
Die Bellavista ist ein vergletscherter Höhenzug, der westlich an den Piz Palü anschliesst und durch die Fuorcla Bellavista (3676 m) von diesem getrennt ist. Der Bergrücken verläuft in Ost-West-Richtung an der Grenze zwischen Italien und der Schweiz und zeigt vier Gipfel (von Ost nach West: 3799 m, 3885 m, 3890 m, 3921 m). Den westseitigen Abschluss bildet der Pass dal Zupò (3840 m), der nördlich vom Piz Zupò liegt.
Die Bellavista kann in gemässigter Kletterei in beide Richtungen überschritten werden. Oftmals werden die vergletscherten Bellavista-"Terrassen" begangen, es wird also auf die Begehung des Fels-Grates verzichtet, wenn z. B. nach einer Palü-Überschreitung zur Marco-e-Rosa-Hütte am Piz Bernina traversiert wird.
Von der Bellavista zieht der Morteratschgletscher nach Norden talwärts. Der südseitige Altipiano di Fellaria genannte Gletscher bildet im oberen Bereich ein flaches Becken, das fast bis zu den Gipfeln der Bellavista reicht.

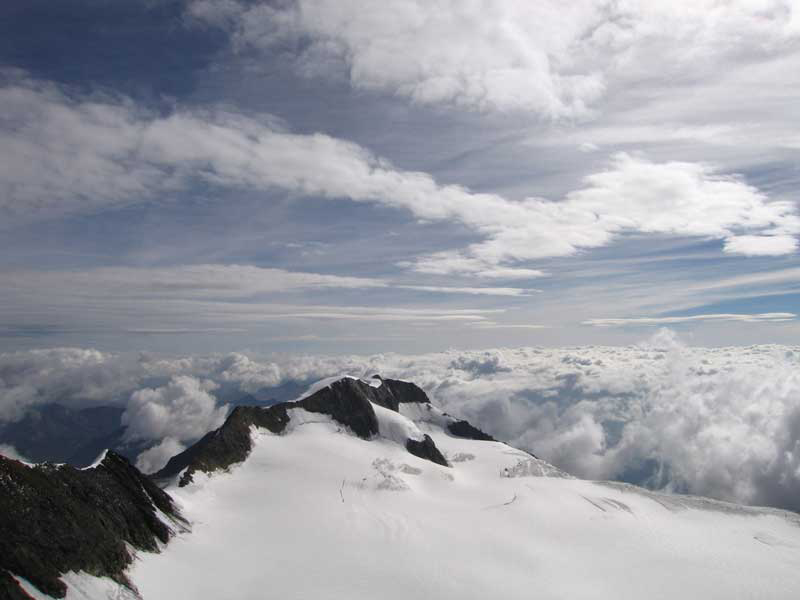
Bellavista vom Piz Zupó gesehen